# Islas Dachen
Las islas Dachen o islas Tachen (en chino tradicional, 大陳群島; en chino simplificado, 大陈群岛; pinyin, Dàchén Qúndǎo) es un grupo de islas costeras del distrito de Jiaojiang, en la provincia de Zhejiang, República Popular China. 
Las islas Dachen fueron controlados por la República de China (cuyo gobierno reside en Taiwán desde 1949), hasta la retirada de la Armada de los Estados Unidos en febrero de 1955 durante la primera crisis del estrecho de Taiwán.
Tres días después de la evacuación, las islas fueron tomadas por el Ejército Popular de Liberación, como lo fueron también las islas Yijiangshan. Chiang Kai-shek, a regañadientes, permitió que las islas cayeran en manos de los comunistas para que los otros grupos de islas cercanas, Kinmen y Matsu, pudieran ser defendidas con éxito. 